# Pilobřich ostnitý
Pilobřich ostnitý (Zeus faber), známý také jako ryba sv. Petra, je ryba z čeledi pilobřichovití. Pilobřich je mezi rybami delikatesou.

## Popis
Dosahuje délky 70 cm a hmotnosti 8 kg, průměrně však pouze 20–50 cm. Ryba má ploché tělo a nezaměnitelné znaky mezi které patří ohraničená tmavá skvrna za žábrami, tvrdé paprsky přečnívající délku přední ploutve, dlouhá prsní ploutev a velká hlava se širokým ústním otvorem. Na hrubé kůži nejsou šupiny.

## Chování
Pilobřiši žijí samotářsky či v malé skupince v hloubce 5–200 m ve vodách Atlantského oceánu a v Tichomoří.

## Potrava
Živí se sépiemi a korýši.

## Využití
Nejlépe se připravuje pošírováním nebo dušením v páře. Má velmi jemné maso s vynikající chutí. Loví se nejvíce pomocí vlečných sítí a pokud je rybáři najdou v sítích na lovení sleďů, považují to za dobré znamení.

## Mytologie
K této rybě se váže pověst o sv. Petrovi, který rybě, kterou ulovil, vytáhl zlatou minci z tlamy a zanechal na jejím těle otisk prstu.